# Ehsan Jami

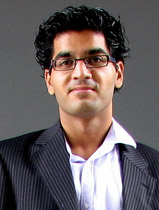
Ehsan Jami

Ehsan Jami (* 20. April 1985 in Maschhad, Iran) ist ein niederländischer Politiker iranischer Herkunft.

## Leben
Ehsan Jami musste mit seinen Eltern und seiner Schwester 1996 den Iran aus politischen Gründen verlassen, lebt seitdem in den Niederlanden und ist inzwischen Staatsbürger dieses Landes.
Er war Mitglied der sozialdemokratischen Partij van de Arbeid (PvdA) und für diese Mitglied des Stadtrats von Leidschendam-Voorburg bei Den Haag.
Mit der Gründung des an den deutschen Zentralrat der Ex-Muslime angelehnten Centraal Comité voor Ex-moslims im Juni 2007, dessen erklärtes Ziel die Unterstützung von Ex-Muslimen ist, machte sich Ehsan Jami über die Niederlande hinaus einen Namen. Daraufhin wurde er mehrfach Opfer gewalttätiger Muslime. So wurden er und seine Begleiterin am 4. August 2007 auf offener Straße von drei Männern zusammengeschlagen. Seither musste er untertauchen und unter besonderen staatlichen Schutz gestellt werden. Aus dem Versteck heraus kritisiert er, dass es selbst in einer Demokratie wie den Niederlanden offenbar nicht mehr möglich sei, seine Meinung zu äußern, weil Kritik am Islam von Muslimen mit Gewalt beantwortet werde.
Unterstützt wird Ehsam Jami bei seinen islamkritischen Bemühungen durch Afshin Ellian.
Der Fall findet in den Niederlanden große Aufmerksamkeit und erinnert an die Verfolgung der Islamkritikerin Ayaan Hirsi Ali und die Ermordung des Filmemachers Theo van Gogh im Jahr 2004. Am 8. August 2007 nahm der Politiker Geert Wilders den Fall zum Anlass, ein Verbot des Korans zu fordern. 2007 schrieben Geert Wilders und Ehsan Jami zusammen einen Artikel, in dem sie den Propheten Mohammed mit Hitler verglichen. Aufgrund dieses Artikels wurde Jami aus der sozialdemokratischen Partij van de Arbeid ausgeschlossen.
Nach der Veröffentlichung des anti-islamischen Wilders-Films Fitna am 27. März 2008 im Internet kündigte Jami an, ebenfalls einen islamkritischen Film herausbringen und darin Wilders in seiner Kritik noch übertreffen zu wollen. Wenig später nahm er seine Ankündigung auf Druck des niederländischen Justizministers und nach iranischen Drohungen zurück. Am 9. Dezember erschien schließlich sein Film An Interview with Muhammed im Internet.
Im Oktober 2009 wurde bekannt, dass Jami sich in der rechtspopulistischen Partij voor de Vrijheid (PVV) Geert Wilders’ politisch engagieren wird. Im August 2011 verließ er die Partei allerdings wieder und kündigte an, sich aus der Politik zurückzuziehen und auf sein Studium zu konzentrieren. Seit Anfang 2012 ist er Mitglied der Onafhankelijke Burger Partij von Hero Brinkman.